# 樂來越愛你獲獎與提名列表
《樂來越愛你》是一部於2016年上映的美國歌舞浪漫喜剧片，由達米恩·查澤雷執導和編劇。電影由瑞恩·高斯林和艾瑪·史東擔綱主演，他們分別飾演爵士鋼琴家和充滿抱負的女演員，並講述兩人在洛杉磯追隨夢想時墜入愛河。電影由賈斯汀·赫維玆創作配樂，並由曼蒂·摩兒指導片中的舞蹈動作。大衛和桑迪·雷諾茲-瓦斯科擔任藝術指導，而瑪莉·佐弗雷斯則負責設計服裝。
《樂來越愛你》於2016年8月31日在第73屆威尼斯影展舉行首映，而史東贏得最佳女演員。電影於2016年12月9日在洛杉磯和紐約有限上映，並於12月16日開始擴展。電影在票房成績亮眼，其全球票房共計4億4,610萬美元，而其製片預算則是3,000萬美元。爛番茄收集的389篇專業影評文章中，「新鮮度」為92%。電影獲得256項提名，並贏得112項；其導演、劇本、音樂及葛斯林和史東的演出獲得獎項最多的注意。
《樂來越愛你》在第89屆奧斯卡金像獎獲得十四項提名，打平了《彗星美人》和的紀錄。其贏得六項，包括最佳導演（查澤雷）、最佳女主角（史東）、最佳攝影（桑德格倫）、最佳原創音樂（赫維玆）、最佳原創歌曲（《星光之城》）和最佳藝術指導（瓦斯科）。在典禮中，頒獎人因獲得不對的信封而錯誤宣佈電影爲最佳影片（其輸給《月光下的藍色男孩》），而查澤雷成爲最佳導演最年輕的獲獎者。電影獲得七項金球獎提名，包括包括最佳音樂及喜劇電影、最佳導演、最佳音樂及喜劇類電影男主角（葛斯林）、最佳音樂及喜劇類電影女主角（史東）、最佳劇本、最佳原創配樂和最佳原創歌曲（《星光之城》）。其全數贏得獎項，成爲歷史中贏金球獎最多的電影。
《樂來越愛你》在第70屆英國電影學院獎獲得十一項提名並贏得五項。其贏得最佳影片、最佳導演、最佳女主角（史東）、最佳攝影和最佳電影音樂。在第23屆美國演員工會獎，史東和葛斯林均獲得主角獎項的提名，而史東贏得最佳女主角。在第22屆評論家選擇電影獎，電影獲得十二項提名，並贏得八項，包括最佳影片、最佳導演和最佳配樂。電影的原聲帶在第60屆葛萊美獎贏得最佳影視媒體作品作曲專輯和最佳視覺媒體原聲音樂。另外，美國電影學院將《樂來越愛你》列入年度十佳電影之一。

## 榮譽
| 獎項                         | 典禮日期                | 類別                                  | 獲獎與入圍者                                                                        | 結果   | 參考資料      |
| ---------------------------- | ----------------------- | ------------------------------------- | ----------------------------------------------------------------------------------- | ------ | ------------- |
| 澳大利亞影視藝術學院獎       | 2017年1月8日            | 最佳電影                              | 《樂來越愛你》                                                                      | 獲獎   | [ 13 ]        |
| 澳大利亞影視藝術學院獎       | 2017年1月8日            | 最佳導演                              | 达米恩·查泽雷                                                                       | 提名   | [ 13 ]        |
| 澳大利亞影視藝術學院獎       | 2017年1月8日            | 最佳男主角                            | 瑞恩·高斯林                                                                         | 提名   | [ 13 ]        |
| 澳大利亞影視藝術學院獎       | 2017年1月8日            | 最佳女主角                            | 艾瑪·史東                                                                           | 獲獎   | [ 13 ]        |
| 澳大利亞影視藝術學院獎       | 2017年1月8日            | 最佳劇本                              | 达米恩·查泽雷                                                                       | 提名   | [ 13 ]        |
| 美國退休人員協會成年人電影獎 | 2017年2月6日            | 最佳影片                              | 《樂來越愛你》                                                                      | 提名   | [ 14 ]        |
| 美國退休人員協會成年人電影獎 | 2017年2月6日            | 最佳喜劇                              | 《樂來越愛你》                                                                      | 獲獎   | [ 14 ]        |
| 奥斯卡金像奖                 | 2017年2月26日           | 最佳影片                              | 佛瑞德·貝加、喬丹·霍羅威茨和馬克·佈雷特                                             | 提名   | [ 15 ]        |
| 奥斯卡金像奖                 | 2017年2月26日           | 最佳導演                              | 達米恩·查澤雷                                                                       | 獲獎   | [ 15 ]        |
| 奥斯卡金像奖                 | 2017年2月26日           | 最佳男主角                            | 瑞恩·高斯林                                                                         | 提名   | [ 15 ]        |
| 奥斯卡金像奖                 | 2017年2月26日           | 最佳女主角                            | 艾瑪·史東                                                                           | 獲獎   | [ 15 ]        |
| 奥斯卡金像奖                 | 2017年2月26日           | 最佳原創劇本                          | 達米恩·查澤雷                                                                       | 提名   | [ 15 ]        |
| 奥斯卡金像奖                 | 2017年2月26日           | 最佳原創音樂                          | 賈斯汀·赫維玆                                                                       | 獲獎   | [ 15 ]        |
| 奥斯卡金像奖                 | 2017年2月26日           | 最佳原創歌曲                          | 賈斯汀·赫維玆、班吉·帕塞克和賈斯汀·保羅的《試音 (做夢的傻瓜)》                      | 提名   | [ 15 ]        |
| 奥斯卡金像奖                 | 2017年2月26日           | 最佳原創歌曲                          | 賈斯汀·赫維玆、班吉·帕塞克和賈斯汀·保羅的《星光之城》                               | 獲獎   | [ 15 ]        |
| 奥斯卡金像奖                 | 2017年2月26日           | 最佳音效剪輯                          | 艾-林·李和米爾德里德·伊阿特洛·摩根                                                  | 提名   | [ 15 ]        |
| 奥斯卡金像奖                 | 2017年2月26日           | 最佳混音                              | 安迪·尼爾森、艾-林·李和史蒂文·A·莫羅                                                | 提名   | [ 15 ]        |
| 奥斯卡金像奖                 | 2017年2月26日           | 最佳藝術指導                          | 藝術指導：大衛·瓦斯科；場景裝飾：桑迪·雷諾茲-瓦斯科                                 | 獲獎   | [ 15 ]        |
| 奥斯卡金像奖                 | 2017年2月26日           | 最佳攝影                              | 萊納斯·桑德格倫                                                                     | 獲獎   | [ 15 ]        |
| 奥斯卡金像奖                 | 2017年2月26日           | 最佳服裝設計                          | 瑪莉·佐弗雷斯                                                                       | 提名   | [ 15 ]        |
| 奥斯卡金像奖                 | 2017年2月26日           | 最佳剪輯                              | 汤姆·克洛斯                                                                         | 提名   | [ 15 ]        |
| 美國電影剪輯師               | 2017年1月27日           | 最佳最佳音樂及喜劇電影剪辑            | 汤姆·克洛斯                                                                         | 獲獎   | [ 16 ]        |
| 女性电影记者联盟             | 2016年12月21日          | 最佳電影                              | 《樂來越愛你》                                                                      | 提名   | [ 17 ] [ 18 ] |
| 女性电影记者联盟             | 2016年12月21日          | 最佳導演                              | 达米恩·查泽雷                                                                       | 提名   | [ 17 ] [ 18 ] |
| 女性电影记者联盟             | 2016年12月21日          | 最佳男主角                            | 瑞恩·高斯林                                                                         | 提名   | [ 17 ] [ 18 ] |
| 女性电影记者联盟             | 2016年12月21日          | 最佳女主角                            | 艾瑪·史東                                                                           | 提名   | [ 17 ] [ 18 ] |
| 女性电影记者联盟             | 2016年12月21日          | 最佳原創劇本                          | 达米恩·查泽雷                                                                       | 提名   | [ 17 ] [ 18 ] |
| 女性电影记者联盟             | 2016年12月21日          | 最佳攝影                              | 萊納斯·桑德格倫                                                                     | 提名   | [ 17 ] [ 18 ] |
| 女性电影记者联盟             | 2016年12月21日          | 最佳剪輯                              | 汤姆·克洛斯                                                                         | 提名   | [ 17 ] [ 18 ] |
| 美國攝影師協會               | 2017年2月4日            | 最佳電影攝影                          | 萊納斯·桑德格倫                                                                     | 提名   | [ 19 ]        |
| 藝術指導公會獎               | 2017年2月11日           | 傑出當代電影設計獎                    | 大衛·瓦斯科                                                                         | 獲獎   | [ 20 ]        |
| 奥斯汀影评人协会             | 2016年12月28日          | 最佳電影                              | 《樂來越愛你》                                                                      | 第二名 | [ 21 ]        |
| 奥斯汀影评人协会             | 2016年12月28日          | 最佳導演                              | 达米恩·查泽雷                                                                       | 提名   | [ 21 ]        |
| 奥斯汀影评人协会             | 2016年12月28日          | 最佳男主角                            | 瑞恩·高斯林                                                                         | 提名   | [ 21 ]        |
| 奥斯汀影评人协会             | 2016年12月28日          | 最佳原創劇本                          | 达米恩·查泽雷                                                                       | 提名   | [ 21 ]        |
| 奥斯汀影评人协会             | 2016年12月28日          | 最佳攝影                              | 萊納斯·桑德格倫                                                                     | 獲獎   | [ 21 ]        |
| 奥斯汀影评人协会             | 2016年12月28日          | 最佳配樂                              | 賈斯汀·赫維玆                                                                       | 獲獎   | [ 21 ]        |
| 澳洲影評人協會               | 2017年3月7日            | 最佳國際電影（英語）                  | 《樂來越愛你》                                                                      | 提名   | [ 22 ]        |
| 波士頓影評人協會             | \| 2016年12月11日       | 最佳影片                              | 《樂來越愛你》                                                                      | 獲獎   | [ 23 ]        |
| 波士頓影評人協會             | \| 2016年12月11日       | 最佳導演                              | 达米恩·查泽雷                                                                       | 獲獎   | [ 23 ]        |
| 波士頓影評人協會             | \| 2016年12月11日       | 最佳剪輯                              | 汤姆·克洛斯                                                                         | 獲獎   | [ 23 ]        |
| 英国电影学院奖               | 2017年2月12日           | 最佳影片                              | 佛瑞德·貝加、喬丹·霍羅威茨和馬克·佈雷特                                             | 獲獎   | [ 11 ]        |
| 英国电影学院奖               | 2017年2月12日           | 最佳男主角                            | 瑞恩·高斯林                                                                         | 提名   | [ 11 ]        |
| 英国电影学院奖               | 2017年2月12日           | 最佳女主角                            | 艾瑪·史東                                                                           | 獲獎   | [ 11 ]        |
| 英国电影学院奖               | 2017年2月12日           | 最佳導演                              | 达米恩·查泽雷                                                                       | 獲獎   | [ 11 ]        |
| 英国电影学院奖               | 2017年2月12日           | 最佳原創劇本                          | 达米恩·查泽雷                                                                       | 提名   | [ 11 ]        |
| 英国电影学院奖               | 2017年2月12日           | 最佳攝影                              | 萊納斯·桑德格倫                                                                     | 獲獎   | [ 11 ]        |
| 英国电影学院奖               | 2017年2月12日           | 最佳剪輯                              | 汤姆·克洛斯                                                                         | 提名   | [ 11 ]        |
| 英国电影学院奖               | 2017年2月12日           | 最佳電影音樂                          | 賈斯汀·赫維玆                                                                       | 獲獎   | [ 11 ]        |
| 英国电影学院奖               | 2017年2月12日           | 最佳藝術指導                          | 大衛和桑迪·雷諾茲-瓦斯科                                                            | 提名   | [ 11 ]        |
| 英国电影学院奖               | 2017年2月12日           | 最佳服裝設計                          | 瑪莉·佐弗雷斯                                                                       | 提名   | [ 11 ]        |
| 英国电影学院奖               | 2017年2月12日           | 最佳音效                              | 艾-林·李、米爾德里德·伊阿特洛·摩根、安迪·尼爾森和史蒂文·A·莫羅                      | 提名   | [ 11 ]        |
| 美國選角協會                 | 2017年1月19日           | 大預算喜劇電影                        | 《樂來越愛你》                                                                      | 獲獎   | [ 24 ]        |
| 芝加哥影评人协会             | \| 2016年12月15日       | 最佳影片                              | 《樂來越愛你》                                                                      | 提名   | [ 25 ]        |
| 芝加哥影评人协会             | \| 2016年12月15日       | 最佳導演                              | 达米恩·查泽雷                                                                       | 提名   | [ 25 ]        |
| 芝加哥影评人协会             | \| 2016年12月15日       | 最佳女主角                            | 艾瑪·史東                                                                           | 提名   | [ 25 ]        |
| 芝加哥影评人协会             | \| 2016年12月15日       | 最佳攝影                              | 萊納斯·桑德格倫                                                                     | 獲獎   | [ 25 ]        |
| 芝加哥影评人协会             | \| 2016年12月15日       | 最佳剪輯                              | 汤姆·克洛斯                                                                         | 獲獎   | [ 25 ]        |
| 芝加哥影评人协会             | \| 2016年12月15日       | 最佳原創音樂                          | 賈斯汀·赫維玆                                                                       | 提名   | [ 25 ]        |
| 芝加哥影评人协会             | \| 2016年12月15日       | 最佳藝術指導                          | 《樂來越愛你》                                                                      | 提名   | [ 25 ]        |
| 影音協會獎                   | 2017年2月18日           | 傑出真人電影混音                      | 詹姆斯·艾許威爾、尼古拉·巴克斯特、大衛·貝當古、艾-林·李、安迪·尼爾森和史蒂文·A·莫羅 | 獲獎   | [ 26 ]        |
| 服裝設計師協會               | 2017年2月21日           | 傑出當代電影                          | 瑪莉·佐弗雷斯                                                                       | 獲獎   | [ 27 ]        |
| 评论家选择电影奖             | 2016年12月11日          | 最佳影片                              | 《樂來越愛你》                                                                      | 獲獎   | [ 28 ]        |
| 评论家选择电影奖             | 2016年12月11日          | 最佳導演                              | 达米恩·查泽雷                                                                       | 獲獎   | [ 28 ]        |
| 评论家选择电影奖             | 2016年12月11日          | 最佳男主角                            | 瑞恩·高斯林                                                                         | 提名   | [ 28 ]        |
| 评论家选择电影奖             | 2016年12月11日          | 最佳女主角                            | 艾瑪·史東                                                                           | 提名   | [ 28 ]        |
| 评论家选择电影奖             | 2016年12月11日          | 最佳原創劇本                          | 达米恩·查泽雷                                                                       | 獲獎   | [ 28 ]        |
| 评论家选择电影奖             | 2016年12月11日          | 最佳攝影                              | 萊納斯·桑德格倫                                                                     | 獲獎   | [ 28 ]        |
| 评论家选择电影奖             | 2016年12月11日          | 最佳服裝設計                          | 瑪莉·佐弗雷斯                                                                       | 提名   | [ 28 ]        |
| 评论家选择电影奖             | 2016年12月11日          | 最佳剪輯                              | 汤姆·克洛斯                                                                         | 獲獎   | [ 28 ]        |
| 评论家选择电影奖             | 2016年12月11日          | 最佳藝術指導                          | 大衛和桑迪·雷諾茲-瓦斯科                                                            | 獲獎   | [ 28 ]        |
| 评论家选择电影奖             | 2016年12月11日          | 最佳配樂                              | 賈斯汀·赫維玆                                                                       | 獲獎   | [ 28 ]        |
| 评论家选择电影奖             | 2016年12月11日          | 最佳歌曲                              | 賈斯汀·赫維玆、班吉·帕塞克和賈斯汀·保羅的《試音 (做夢的傻瓜)》                      | 提名   | [ 28 ]        |
| 评论家选择电影奖             | 2016年12月11日          | 最佳歌曲                              | 賈斯汀·赫維玆、班吉·帕塞克和賈斯汀·保羅的《星光之城》                               | 獲獎   | [ 28 ]        |
| 达拉斯—沃斯堡影评人协会      | 2016年12月13日          | 最佳男主角                            | 瑞恩·高斯林                                                                         | 第四名 | [ 29 ]        |
| 达拉斯—沃斯堡影评人协会      | 2016年12月13日          | 最佳女主角                            | 艾瑪·史東                                                                           | 第二名 | [ 29 ]        |
| 达拉斯—沃斯堡影评人协会      | 2016年12月13日          | 最佳導演                              | 达米恩·查泽雷                                                                       | 第二名 | [ 29 ]        |
| 达拉斯—沃斯堡影评人协会      | 2016年12月13日          | 最佳攝影                              | 萊納斯·桑德格倫                                                                     | 獲獎   | [ 29 ]        |
| 达拉斯—沃斯堡影评人协会      | 2016年12月13日          | 最佳配樂                              | 賈斯汀·赫維玆                                                                       | 獲獎   | [ 29 ]        |
| 底特律影评人协会             | 2016年12月19日          | 最佳影片                              | 《樂來越愛你》                                                                      | 獲獎   | [ 30 ]        |
| 底特律影评人协会             | 2016年12月19日          | 最佳男主角                            | 瑞恩·高斯林                                                                         | 提名   | [ 30 ]        |
| 底特律影评人协会             | 2016年12月19日          | 最佳女主角                            | 艾瑪·史東                                                                           | 獲獎   | [ 30 ]        |
| 底特律影评人协会             | 2016年12月19日          | 最佳導演                              | 达米恩·查泽雷                                                                       | 獲獎   | [ 30 ]        |
| 底特律影评人协会             | 2016年12月19日          | 最佳劇本                              | 达米恩·查泽雷                                                                       | 獲獎   | [ 30 ]        |
| 美国导演工会奖               | 2017年2月4日            | 最佳電影導演                          | 达米恩·查泽雷                                                                       | 獲獎   | [ 31 ]        |
| 多利安獎                     | 2017年1月26日           | 年度電影                              | 《樂來越愛你》                                                                      | 提名   | [ 32 ] [ 33 ] |
| 多利安獎                     | 2017年1月26日           | 年度導演                              | 达米恩·查泽雷                                                                       | 提名   | [ 32 ] [ 33 ] |
| 多利安獎                     | 2017年1月26日           | 年度電影女主角                        | 艾瑪·史東                                                                           | 提名   | [ 32 ] [ 33 ] |
| 多利安獎                     | 2017年1月26日           | 年度電影男主角                        | 萊恩·葛斯林                                                                         | 提名   | [ 32 ] [ 33 ] |
| 多利安獎                     | 2017年1月26日           | 年度劇本                              | 达米恩·查泽雷                                                                       | 提名   | [ 32 ] [ 33 ] |
| 多利安獎                     | 2017年1月26日           | 年度視覺醒目電影                      | 《樂來越愛你》                                                                      | 獲獎   | [ 32 ] [ 33 ] |
| 帝國獎                       | 2017年3月19日           | 最佳電影                              | 《樂來越愛你》                                                                      | 提名   | [ 34 ]        |
| 帝國獎                       | 2017年3月19日           | 最佳男主角                            | 瑞恩·高斯林                                                                         | 提名   | [ 34 ]        |
| 帝國獎                       | 2017年3月19日           | 最佳女主角                            | 艾瑪·史東                                                                           | 提名   | [ 34 ]        |
| 帝國獎                       | 2017年3月19日           | 最佳原聲帶                            | 《樂來越愛你》                                                                      | 獲獎   | [ 34 ]        |
| 帝國獎                       | 2017年3月19日           | 最佳藝術指導                          | 《樂來越愛你》                                                                      | 提名   | [ 34 ]        |
| 佛罗里达影评人协会           | 2016年12月23日          | 最佳電影                              | 《樂來越愛你》                                                                      | 亞軍   | [ 35 ]        |
| 佛罗里达影评人协会           | 2016年12月23日          | 最佳導演                              | 达米恩·查泽雷                                                                       | 獲獎   | [ 35 ]        |
| 佛罗里达影评人协会           | 2016年12月23日          | 最佳男主角                            | 瑞恩·高斯林                                                                         | 提名   | [ 35 ]        |
| 佛罗里达影评人协会           | 2016年12月23日          | 最佳女主角                            | 艾瑪·史東                                                                           | 亞軍   | [ 35 ]        |
| 佛罗里达影评人协会           | 2016年12月23日          | 最佳劇本                              | 达米恩·查泽雷                                                                       | 提名   | [ 35 ]        |
| 佛罗里达影评人协会           | 2016年12月23日          | 最佳攝影                              | 萊納斯·桑德格倫                                                                     | 獲獎   | [ 35 ]        |
| 佛罗里达影评人协会           | 2016年12月23日          | 最佳藝術指導                          | 《樂來越愛你》                                                                      | 獲獎   | [ 35 ]        |
| 佛罗里达影评人协会           | 2016年12月23日          | 最佳配樂                              | 《樂來越愛你》                                                                      | 獲獎   | [ 35 ]        |
| 音樂監督工會獎               | 2017年2月16日           | 最佳音樂監督電影：預算低於2,500萬美元 | 史蒂芬·基兹奇的《樂來越愛你》                                                       | 獲獎   | [ 36 ]        |
| 音樂監督工會獎               | 2017年2月16日           | 電影最佳歌曲/錄製                     | 史蒂芬·基兹奇（監督）的《星光之城》                                                 | 獲獎   | [ 36 ]        |
| 金球獎                       | 2017年1月8日            | 最佳音樂及喜劇電影                    | 《樂來越愛你》                                                                      | 獲獎   | [ 9 ]         |
| 金球獎                       | 2017年1月8日            | 最佳音樂及喜劇類電影男主角            | 瑞恩·高斯林                                                                         | 獲獎   | [ 9 ]         |
| 金球獎                       | 2017年1月8日            | 最佳音樂及喜劇類電影女主角            | 艾瑪·史東                                                                           | 獲獎   | [ 9 ]         |
| 金球獎                       | 2017年1月8日            | 最佳導演                              | 达米恩·查泽雷                                                                       | 獲獎   | [ 9 ]         |
| 金球獎                       | 2017年1月8日            | 最佳劇本                              | 达米恩·查泽雷                                                                       | 獲獎   | [ 9 ]         |
| 金球獎                       | 2017年1月8日            | 最佳原創劇本                          | 賈斯汀·赫維玆                                                                       | 獲獎   | [ 9 ]         |
| 金球獎                       | 2017年1月8日            | 最佳原創歌曲                          | 賈斯汀·赫維玆、帕塞克與保羅的《星光之城》                                           | 獲獎   | [ 9 ]         |
| 金番茄獎                     | 2017年1月12日           | 2016年最佳歌舞/音樂電影               | 《樂來越愛你》                                                                      | 獲獎   | [ 37 ]        |
| 金攝影機                     | 2017年3月4日            | 最佳國際電影                          | 《樂來越愛你》                                                                      | 獲獎   | [ 38 ]        |
| 葛萊美獎                     | 2018年1月28日           | 最佳影視媒體作品作曲專輯              | 《樂來越愛你》                                                                      | 獲獎   | [ 39 ]        |
| 葛萊美獎                     | 2018年1月28日           | 最佳視覺媒體原聲音樂                  | 賈斯汀·赫維玆                                                                       | 獲獎   | [ 39 ]        |
| 葛萊美獎                     | 2018年1月28日           | 最佳影視媒體作品歌曲                  | 賈斯汀·赫維玆、班吉·帕塞克和賈斯汀·保羅的《星光之城》                               | 提名   | [ 39 ]        |
| 葛萊美獎                     | 2018年1月28日           | 最佳伴唱器樂編曲                      | 賈斯汀·赫維玆、班吉·帕塞克和賈斯汀·保羅的《陽光明媚的一天》                         | 提名   | [ 39 ]        |
| 漢普頓國際影展               | 2016年10月10日          | 觀衆獎：最佳故事電影                  | 达米恩·查泽雷                                                                       | 獲獎   | [ 40 ]        |
| 好萊塢電影獎                 | 2016年11月6日           | 好萊塢製作人獎                        | 馬克·布雷特（還以《比利·林恩的中場戰事》和《列車上的女孩》）                        | 獲獎   | [ 41 ]        |
| 好萊塢電影獎                 | 2016年11月6日           | 好萊塢攝影獎                          | 萊納斯·桑德格倫                                                                     | 獲獎   | [ 41 ]        |
| 好萊塢媒體音樂獎             | 2016年11月17日          | 最佳電影原創音樂                      | 賈斯汀·赫維玆                                                                       | 提名   | [ 42 ] [ 43 ] |
| 好萊塢媒體音樂獎             | 2016年11月17日          | 最佳電影歌曲                          | 賈斯汀·赫維玆、班吉·帕塞克和賈斯汀·保羅的《試音 (做夢的傻瓜)》                      | 提名   | [ 42 ] [ 43 ] |
| 好萊塢媒體音樂獎             | 2016年11月17日          | 最佳電影歌曲                          | 賈斯汀·赫維玆、班吉·帕塞克和賈斯汀·保羅的《試音 (做夢的傻瓜)》《星光之城》          | 獲獎   | [ 42 ] [ 43 ] |
| 好萊塢媒體音樂獎             | 2016年11月17日          | 最佳電影音樂監督                      | 史蒂芬·基茲奇                                                                       | 提名   | [ 42 ] [ 43 ] |
| 休斯顿影评人协会             | 2017年1月6日            | 最佳影片                              | 《樂來越愛你》                                                                      | 獲獎   | [ 44 ] [ 45 ] |
| 休斯顿影评人协会             | 2017年1月6日            | 最佳男主角                            | 瑞恩·高斯林                                                                         | 提名   | [ 44 ] [ 45 ] |
| 休斯顿影评人协会             | 2017年1月6日            | 最佳女主角                            | 艾瑪·史東                                                                           | 提名   | [ 44 ] [ 45 ] |
| 休斯顿影评人协会             | 2017年1月6日            | 最佳導演                              | 达米恩·查泽雷                                                                       | 獲獎   | [ 44 ] [ 45 ] |
| 休斯顿影评人协会             | 2017年1月6日            | 最佳攝影                              | 萊納斯·桑德格倫                                                                     | 獲獎   | [ 44 ] [ 45 ] |
| 休斯顿影评人协会             | 2017年1月6日            | 最佳原創配樂                          | 賈斯汀·赫維玆                                                                       | 獲獎   | [ 44 ] [ 45 ] |
| 休斯顿影评人协会             | 2017年1月6日            | 最佳原創歌曲                          | 賈斯汀·赫維玆、帕塞克與保羅的《試音 (做夢的傻瓜)》                                  | 提名   | [ 44 ] [ 45 ] |
| 休斯顿影评人协会             | 2017年1月6日            | 最佳原創歌曲                          | 賈斯汀·赫維玆、帕塞克與保羅的《星光之城》                                           | 獲獎   | [ 44 ] [ 45 ] |
| 休斯顿影评人协会             | 2017年1月6日            | 最佳劇本                              | 达米恩·查泽雷                                                                       | 提名   | [ 44 ] [ 45 ] |
| 休斯顿影评人协会             | 2017年1月6日            | 最佳海報                              | 《樂來越愛你》                                                                      | 獲獎   | [ 44 ] [ 45 ] |
| 休斯顿影评人协会             | 2017年1月6日            | 技術成就獎                            | 《樂來越愛你》（藝術指導）                                                          | 獲獎   | [ 44 ] [ 45 ] |
| IndieWire評論家調查          | 2016年12月19日          | 最佳電影                              | 《樂來越愛你》                                                                      | 第三名 | [ 46 ]        |
| IndieWire評論家調查          | 2016年12月19日          | 最佳導演                              | 达米恩·查泽雷                                                                       | 第二名 | [ 46 ]        |
| IndieWire評論家調查          | 2016年12月19日          | 最佳女主角                            | 艾瑪·史東                                                                           | 第四名 | [ 46 ]        |
| IndieWire評論家調查          | 2016年12月19日          | 最佳男主角                            | 瑞恩·高斯林                                                                         | 第七名 | [ 46 ]        |
| IndieWire評論家調查          | 2016年12月19日          | 最佳劇本                              | 《樂來越愛你》                                                                      | 第十名 | [ 46 ]        |
| IndieWire評論家調查          | 2016年12月19日          | 最佳原創配樂或原聲帶                  | 《樂來越愛你》                                                                      | 第二名 | [ 46 ]        |
| IndieWire評論家調查          | 2016年12月19日          | 最佳攝影                              | 《樂來越愛你》                                                                      | 第二名 | [ 46 ]        |
| IndieWire評論家調查          | 2016年12月19日          | 最佳剪輯                              | 《樂來越愛你》                                                                      | 第三名 | [ 46 ]        |
| 國際電影音樂評論協會         | 2017年2月23日           | 最佳喜劇原創配樂                      | 賈斯汀·赫維玆                                                                       | 獲獎   | [ 47 ] [ 48 ] |
| 國際電影音樂評論協會         | 2017年2月23日           | 年度電音音樂創作                      | 賈斯汀·赫維玆                                                                       | 獲獎   | [ 47 ] [ 48 ] |
| 國際電影音樂評論協會         | 2017年2月23日           | 年度電影配樂                          | 賈斯汀·赫維玆                                                                       | 提名   | [ 47 ] [ 48 ] |
| 愛爾蘭影視獎                 | 2017年4月8日            | 國際電影                              | 《樂來越愛你》                                                                      | 提名   | [ 49 ]        |
| 愛爾蘭影視獎                 | 2017年4月8日            | 國際男主角                            | 萊恩·葛斯林                                                                         | 提名   | [ 49 ]        |
| 愛爾蘭影視獎                 | 2017年4月8日            | 國際女主角                            | 艾瑪·史東                                                                           | 獲獎   | [ 49 ]        |
| 場景經理協會獎               | 2017年4月8日            | 最佳當代電影場景                      | 羅伯特·福爾克斯和史蒂芬·拜姆勒                                                      | 獲獎   | [ 50 ]        |
| 伦敦影评人协会               | 2017年1月22日           | 年度電影                              | 《樂來越愛你》                                                                      | 獲獎   | [ 51 ]        |
| 伦敦影评人协会               | 2017年1月22日           | 年度電影                              | 达米恩·查泽雷                                                                       | 提名   | [ 51 ]        |
| 伦敦影评人协会               | 2017年1月22日           | 年度女主角                            | 艾瑪·史東                                                                           | 提名   | [ 51 ]        |
| 伦敦影评人协会               | 2017年1月22日           | 年度編劇                              | 达米恩·查泽雷                                                                       | 提名   | [ 51 ]        |
| 伦敦影评人协会               | 2017年1月22日           | 技術成就獎                            | 賈斯汀·赫維玆（音樂）                                                               | 提名   | [ 51 ]        |
| 洛杉磯影評人協會             | 2016年12月4日           | 最佳電影                              | 《樂來越愛你》                                                                      | 亞軍   | [ 52 ]        |
| 洛杉磯影評人協會             | 2016年12月4日           | 最佳導演                              | 达米恩·查泽雷                                                                       | 亞軍   | [ 52 ]        |
| 洛杉磯影評人協會             | 2016年12月4日           | 最佳音樂                              | 賈斯汀·赫維玆、帕塞克與保羅                                                         | 獲獎   | [ 52 ]        |
| 洛杉磯影評人協會             | 2016年12月4日           | 最佳攝影                              | 萊納斯·桑德格倫                                                                     | 亞軍   | [ 52 ]        |
| 洛杉磯影評人協會             | 2016年12月4日           | 最佳剪輯                              | 汤姆·克洛斯                                                                         | 亞軍   | [ 52 ]        |
| 洛杉磯影評人協會             | 2016年12月4日           | 最佳藝術指導                          | 大衛·瓦斯科                                                                         | 亞軍   | [ 52 ]        |
| 化妝師和髮型師協會           | 2017年2月19日           | 當代化妝電影                          | 安琪爾·拉德菲爾德-賴特和托爾斯滕·維特                                               | 提名   | [ 53 ]        |
| 化妝師和髮型師協會           | 2017年2月19日           | 當代髮型設計電影                      | 芙烈達·阿多蒂爾、芭芭拉·洛倫茨和杰基·馬斯特安                                       | 獲獎   | [ 53 ]        |
| 電影音效剪輯                 | 2017年1月19日           | 歌舞片音樂音效剪輯                    | 傑森·魯德爾                                                                         | 獲獎   | [ 54 ]        |
| 國家影評人協會               | 2017年1月7日            | 最佳電影                              | 《樂來越愛你》                                                                      | 第三名 | [ 55 ]        |
| 國家影評人協會               | 2017年1月7日            | 最佳導演                              | 达米恩·查泽雷                                                                       | 第二名 | [ 55 ]        |
| 國家影評人協會               | 2017年1月7日            | 最佳攝影                              | 萊納斯·桑德格倫                                                                     | 第二名 | [ 55 ]        |
| 紐約影評人協會               | 2016年12月1日           | 最佳影片                              | 《樂來越愛你》                                                                      | 獲獎   | [ 56 ]        |
| 纽约在线影评人协会           | 2016年12月11日          | 最佳音樂使用                          | 賈斯汀·赫維玆                                                                       | 獲獎   | [ 57 ]        |
| 在线影评人协会               | 2017年1月3日            | 最佳影片                              | 《樂來越愛你》                                                                      | 提名   | [ 58 ]        |
| 在线影评人协会               | 2017年1月3日            | 最佳導演                              | 达米恩·查泽雷                                                                       | 提名   | [ 58 ]        |
| 在线影评人协会               | 2017年1月3日            | 最佳男主角                            | 瑞恩·高斯林                                                                         | 提名   | [ 58 ]        |
| 在线影评人协会               | 2017年1月3日            | 最佳女主角                            | 艾瑪·史東                                                                           | 提名   | [ 58 ]        |
| 在线影评人协会               | 2017年1月3日            | 最佳原創劇本                          | 达米恩·查泽雷                                                                       | 提名   | [ 58 ]        |
| 在线影评人协会               | 2017年1月3日            | 最佳剪輯                              | 汤姆·克洛斯                                                                         | 獲獎   | [ 58 ]        |
| 在线影评人协会               | 2017年1月3日            | 最佳攝影                              | 萊納斯·桑德格倫                                                                     | 獲獎   | [ 58 ]        |
| 棕榈泉国际电影节             | 2017年1月2日            | 先鋒獎                                | 《樂來越愛你》                                                                      | 獲獎   | [ 59 ]        |
| 美國製片人協會               | 2017年2月28日           | 最佳技術電影                          | 佛瑞德·貝加、喬丹·霍羅威茨和馬克·布雷特                                             | 獲獎   | [ 60 ]        |
| 聖地牙哥影評人協會           | 2016年12月12日          | 最佳電影                              | 《樂來越愛你》                                                                      | 亞軍   | [ 61 ] [ 62 ] |
| 聖地牙哥影評人協會           | 2016年12月12日          | 最佳導演                              | 达米恩·查泽雷                                                                       | 亞軍   | [ 61 ] [ 62 ] |
| 聖地牙哥影評人協會           | 2016年12月12日          | 最佳男主角                            | 瑞恩·高斯林                                                                         | 提名   | [ 61 ] [ 62 ] |
| 聖地牙哥影評人協會           | 2016年12月12日          | 最佳女主角                            | 艾瑪·史東                                                                           | 亞軍   | [ 61 ] [ 62 ] |
| 聖地牙哥影評人協會           | 2016年12月12日          | 最佳原創劇本                          | 达米恩·查泽雷                                                                       | 提名   | [ 61 ] [ 62 ] |
| 聖地牙哥影評人協會           | 2016年12月12日          | 最佳剪輯                              | 汤姆·克洛斯                                                                         | 提名   | [ 61 ] [ 62 ] |
| 聖地牙哥影評人協會           | 2016年12月12日          | 最佳攝影                              | 萊納斯·桑德格倫                                                                     | 亞軍   | [ 61 ] [ 62 ] |
| 聖地牙哥影評人協會           | 2016年12月12日          | 最佳藝術指導                          | 大衛·瓦斯科                                                                         | 亞軍   | [ 61 ] [ 62 ] |
| 聖地牙哥影評人協會           | 2016年12月12日          | 最佳服裝設計                          | 瑪莉·佐弗雷斯                                                                       | 獲獎   | [ 61 ] [ 62 ] |
| 聖地牙哥影評人協會           | 2016年12月12日          | 最佳原創配樂                          | 《樂來越愛你》                                                                      | 亞軍   | [ 61 ] [ 62 ] |
| 聖地牙哥影評人協會           | 2016年12月12日          | 最佳視覺效果                          | 《樂來越愛你》                                                                      | 提名   | [ 61 ] [ 62 ] |
| 旧金山影评人协会             | 2016年12月11日          | 最佳電影                              | 《樂來越愛你》                                                                      | 提名   | [ 63 ]        |
| 旧金山影评人协会             | 2016年12月11日          | 最佳導演                              | 达米恩·查泽雷                                                                       | 提名   | [ 63 ]        |
| 旧金山影评人协会             | 2016年12月11日          | 最佳男主角                            | 瑞恩·高斯林                                                                         | 提名   | [ 63 ]        |
| 旧金山影评人协会             | 2016年12月11日          | 最佳原創劇本                          | 达米恩·查泽雷                                                                       | 提名   | [ 63 ]        |
| 旧金山影评人协会             | 2016年12月11日          | 最佳攝影                              | 萊納斯·桑德格倫                                                                     | 提名   | [ 63 ]        |
| 旧金山影评人协会             | 2016年12月11日          | 最佳藝術指導                          | 大衛·瓦斯科                                                                         | 提名   | [ 63 ]        |
| 旧金山影评人协会             | 2016年12月11日          | 最佳原創配樂                          | 賈斯汀·赫維玆                                                                       | 提名   | [ 63 ]        |
| 旧金山影评人协会             | 2016年12月11日          | 最佳電影剪輯                          | 汤姆·克洛斯                                                                         | 提名   | [ 63 ]        |
| 聖塔芭芭拉國際影展           | 2017年2月3日            | 最佳年度演員                          | 瑞恩·高斯林和艾瑪·史東                                                              | 獲獎   | [ 64 ]        |
| 卫星奖                       | 2017年2月19日           | 最佳電影                              | 《樂來越愛你》                                                                      | 獲獎   | [ 65 ]        |
| 卫星奖                       | 2017年2月19日           | 最佳導演                              | 达米恩·查泽雷                                                                       | 提名   | [ 65 ]        |
| 卫星奖                       | 2017年2月19日           | 最佳男主角                            | 瑞恩·高斯林                                                                         | 提名   | [ 65 ]        |
| 卫星奖                       | 2017年2月19日           | 最佳女主角                            | 艾瑪·史東                                                                           | 提名   | [ 65 ]        |
| 卫星奖                       | 2017年2月19日           | 最佳原創劇本                          | 达米恩·查泽雷                                                                       | 提名   | [ 65 ]        |
| 卫星奖                       | 2017年2月19日           | 最佳攝影                              | 萊納斯·桑德格倫                                                                     | 提名   | [ 65 ]        |
| 卫星奖                       | 2017年2月19日           | 最佳原創配樂                          | 賈斯汀·赫維玆                                                                       | 獲獎   | [ 65 ]        |
| 卫星奖                       | 2017年2月19日           | 最佳原創歌曲                          | 賈斯汀·赫維玆、帕塞克與保羅的《試音 (做夢的傻瓜)》                                  | 提名   | [ 65 ]        |
| 卫星奖                       | 2017年2月19日           | 最佳原創歌曲                          | 賈斯汀·赫維玆、帕塞克與保羅的《星光之城》                                           | 獲獎   | [ 65 ]        |
| 卫星奖                       | 2017年2月19日           | 最佳藝術指導                          | 大衛·瓦斯科                                                                         | 獲獎   | [ 65 ]        |
| 卫星奖                       | 2017年2月19日           | 最佳電影剪輯                          | 汤姆·克洛斯                                                                         | 提名   | [ 65 ]        |
| 卫星奖                       | 2017年2月19日           | 最佳服裝設計                          | 瑪莉·佐弗雷斯                                                                       | 提名   | [ 65 ]        |
| 卫星奖                       | 2017年2月19日           | 最佳音效                              | 《樂來越愛你》                                                                      | 提名   | [ 65 ]        |
| 土星獎                       | 2017年6月28日           | 最佳獨立電影                          | 《樂來越愛你》                                                                      | 獲獎   | [ 66 ]        |
| 土星獎                       | 2017年6月28日           | 最佳音樂                              | 賈斯汀·赫維玆                                                                       | 獲獎   | [ 66 ]        |
| 美國演員工會獎               | 2017年1月29日           | 最佳男主角                            | 瑞恩·高斯林                                                                         | 提名   | [ 67 ]        |
| 美國演員工會獎               | 2017年1月29日           | 最佳女主角                            | 艾瑪·史東                                                                           | 獲獎   | [ 67 ]        |
| 西雅圖影評人協會             | 2017年1月5日            | 年度最佳影片                          | 《樂來越愛你》                                                                      | 提名   | [ 68 ] [ 69 ] |
| 西雅圖影評人協會             | 2017年1月5日            | 最佳導演                              | 达米恩·查泽雷                                                                       | 提名   | [ 68 ] [ 69 ] |
| 西雅圖影評人協會             | 2017年1月5日            | 最佳男主角                            | 瑞恩·高斯林                                                                         | 提名   | [ 68 ] [ 69 ] |
| 西雅圖影評人協會             | 2017年1月5日            | 最佳女主角                            | 艾瑪·史東                                                                           | 提名   | [ 68 ] [ 69 ] |
| 西雅圖影評人協會             | 2017年1月5日            | 最佳劇本                              | 达米恩·查泽雷                                                                       | 提名   | [ 68 ] [ 69 ] |
| 西雅圖影評人協會             | 2017年1月5日            | 最佳攝影                              | 萊納斯·桑德格倫                                                                     | 提名   | [ 68 ] [ 69 ] |
| 西雅圖影評人協會             | 2017年1月5日            | 最佳電影剪輯                          | 汤姆·克洛斯                                                                         | 提名   | [ 68 ] [ 69 ] |
| 西雅圖影評人協會             | 2017年1月5日            | 最佳電影配樂                          | 賈斯汀·赫維玆                                                                       | 提名   | [ 68 ] [ 69 ] |
| 西雅圖影評人協會             | 2017年1月5日            | 最佳美術指導                          | 大衛和桑迪·雷諾茲-瓦斯科                                                            | 提名   | [ 68 ] [ 69 ] |
| 西雅圖影評人協會             | 2017年1月5日            | 最佳服裝設計                          | 瑪莉·佐弗雷斯                                                                       | 提名   | [ 68 ] [ 69 ] |
| 操作攝影師協會               | 2017年2月11日           | 年度攝影機操作人獎                    | 阿里·羅賓斯                                                                         | 獲獎   | [ 70 ]        |
| 圣路易斯影评人协会           | 2016年12月18日          | 最佳影片                              | 《樂來越愛你》                                                                      | 獲獎   | [ 71 ]        |
| 圣路易斯影评人协会           | 2016年12月18日          | 最佳導演                              | 达米恩·查泽雷                                                                       | 獲獎   | [ 71 ]        |
| 圣路易斯影评人协会           | 2016年12月18日          | 最佳男主角                            | 瑞恩·高斯林                                                                         | 提名   | [ 71 ]        |
| 圣路易斯影评人协会           | 2016年12月18日          | 最佳女主角                            | 艾瑪·史東                                                                           | 提名   | [ 71 ]        |
| 圣路易斯影评人协会           | 2016年12月18日          | 最佳原創劇本                          | 达米恩·查泽雷                                                                       | 提名   | [ 71 ]        |
| 圣路易斯影评人协会           | 2016年12月18日          | 最佳剪輯                              | 汤姆·克洛斯                                                                         | 亞軍   | [ 71 ]        |
| 圣路易斯影评人协会           | 2016年12月18日          | 最佳攝影                              | 萊納斯·桑德格倫                                                                     | 獲獎   | [ 71 ]        |
| 圣路易斯影评人协会           | 2016年12月18日          | 最佳藝術指導                          | 大衛·瓦斯科                                                                         | 亞軍   | [ 71 ]        |
| 圣路易斯影评人协会           | 2016年12月18日          | 最佳特殊效果                          | 《樂來越愛你》                                                                      | 提名   | [ 71 ]        |
| 圣路易斯影评人协会           | 2016年12月18日          | 最佳音樂/配樂                         | 賈斯汀·赫維玆                                                                       | 獲獎   | [ 71 ]        |
| 圣路易斯影评人协会           | 2016年12月18日          | 最佳原聲帶                            | 《樂來越愛你》                                                                      | 亞軍   | [ 71 ]        |
| 圣路易斯影评人协会           | 2016年12月18日          | 最佳歌曲                              | 《試音 (做夢的傻瓜)》                                                               | 獲獎   | [ 71 ]        |
| 圣路易斯影评人协会           | 2016年12月18日          | 最佳歌曲                              | 《星光之城》                                                                        | 亞軍   | [ 71 ]        |
| 圣路易斯影评人协会           | 2016年12月18日          | 最近場景                              | 開幕歌舞《陽光明媚的一天》                                                          | 獲獎   | [ 71 ]        |
| 多伦多影评人协会             | 2016年12月11日          | 最佳導演                              | 达米恩·查泽雷                                                                       | 亞軍   | [ 72 ]        |
| 多倫多國際電影節             | 2016年9月18日           | 人民選擇獎                            | 达米恩·查泽雷                                                                       | 獲獎   | [ 73 ]        |
| 温哥华影评人协会             | 2016年12月20日          | 最佳影片                              | 《樂來越愛你》                                                                      | 提名   | [ 74 ]        |
| 温哥华影评人协会             | 2016年12月20日          | 最佳男主角                            | 瑞恩·高斯林                                                                         | 提名   | [ 74 ]        |
| 温哥华影评人协会             | 2016年12月20日          | 最佳導演                              | 达米恩·查泽雷                                                                       | 提名   | [ 74 ]        |
| 威尼斯电影节                 | 2016年9月10日           | 金獅獎                                | 达米恩·查泽雷                                                                       | 提名   | [ 75 ]        |
| 威尼斯电影节                 | 2016年9月10日           | 綠水滴獎                              | 达米恩·查泽雷                                                                       | 提名   | [ 75 ]        |
| 威尼斯电影节                 | 2016年9月10日           | 最佳女演員                            | 艾瑪·史東                                                                           | 獲獎   | [ 75 ]        |
| 鄉村之聲電影調查             | 2016年12月21日          | 每個人都錯了的電影                    | 《樂來越愛你》                                                                      | 獲獎   | [ 76 ]        |
| 鄉村之聲電影調查             | 2016年12月21日          | 最佳導演                              | 达米恩·查泽雷                                                                       | 第三名 | [ 76 ]        |
| 鄉村之聲電影調查             | 2016年12月21日          | 最佳電影                              | 《樂來越愛你》                                                                      | 第六名 | [ 76 ]        |
| 鄉村之聲電影調查             | 2016年12月21日          | 最佳女主角                            | 艾瑪·史東                                                                           | 第九名 | [ 76 ]        |
| 华盛顿特区影评人协会         | 2016年12月5日           | 最佳影片                              | 《樂來越愛你》                                                                      | 獲獎   | [ 77 ]        |
| 华盛顿特区影评人协会         | 2016年12月5日           | 最佳導演                              | 达米恩·查泽雷                                                                       | 獲獎   | [ 77 ]        |
| 华盛顿特区影评人协会         | 2016年12月5日           | 最佳男主角                            | 瑞恩·高斯林                                                                         | 提名   | [ 77 ]        |
| 华盛顿特区影评人协会         | 2016年12月5日           | 最佳女主角                            | 艾瑪·史東                                                                           | 提名   | [ 77 ]        |
| 华盛顿特区影评人协会         | 2016年12月5日           | 最佳原創劇本                          | 达米恩·查泽雷                                                                       | 獲獎   | [ 77 ]        |
| 华盛顿特区影评人协会         | 2016年12月5日           | 最佳藝術指導                          | 大衛和桑迪·雷諾茲-瓦斯科                                                            | 獲獎   | [ 77 ]        |
| 华盛顿特区影评人协会         | 2016年12月5日           | 最佳攝影                              | 萊納斯·桑德格倫                                                                     | 獲獎   | [ 77 ]        |
| 华盛顿特区影评人协会         | 2016年12月5日           | 最佳剪輯                              | 汤姆·克洛斯                                                                         | 獲獎   | [ 77 ]        |
| 华盛顿特区影评人协会         | 2016年12月5日           | 最佳配樂                              | 賈斯汀·赫維玆                                                                       | 獲獎   | [ 77 ]        |
| 惠斯勒影展                   | 2016年11月30日至12月4日 | 觀衆獎                                | 《樂來越愛你》                                                                      | 獲獎   | [ 78 ]        |
| 美国编剧工会奖               | 2017年2月19日           | 最佳原創劇本                          | 达米恩·查泽雷                                                                       | 提名   | [ 79 ]        |

## 脚注
1. ↑  與肯尼斯·洛勒根的《海邊的曼徹斯特》共享
2. ↑  與詹姆斯·拉克斯顿的《月光下的藍色男孩》共享
3. ↑  與《第一夫人的秘密》共享
4. ↑  與《海邊的曼徹斯特》共享
5. ↑  與約翰·吉爾伯特的《鋼鐵英雄》共享
6. ↑  與吉恩·拉巴斯（英语：Jean Rabasse）的《第一夫人的秘密》和史都華·克雷格（英语：Stuart Craig）的《怪獸與牠們的產地》共享

## 外部連結
- 互联网电影数据库（IMDb）上《Awards for 樂來越愛你》的资料（英文）